# Ischigualastia jenseni
Ischigualastia jenseni (лат.) — вид триасовых дицинодонтов из семейства шталекериид (Stahleckeriidae). Вид был найден в формации Ischigualasto (Cancha de Bochas Member) бассейна Ischigualasto-Villa Unión на северо-западе Аргентины и назван в её честь. Единственный вид рода Ischigualastia.

## Внешний вид и строение
Вид описывается как огромный дицинодонт с коротким высоким черепом, лишённым клыков. Он считается более крупным, чем его более поздний, более известный родственник плацериас, который был до 3,5 метров в длину и весил от 1 до 2 тонн.

## Палеоэкология
Это было крупное четвероногое травоядное животное, чьи окаменелости часто встречаются в глубоких слоях формации Ischigualasto. Это был обычный представитель местной фауны, хотя и не такой многочисленный, как травоядные животные среднего размера Hyperodapedon и Exaeretodon. Единственной угрозой для такого огромного животного был почти такой же крупный хищник круротарз Saurosuchus и, возможно, хищный динозавр Herrerasaurus, которые жили с ним в одной среде обитания. Вполне вероятно, что давление этих хищников привело к исчезновению Ischigualastia jenseni, поскольку она становится менее распространённой и, наконец, исчезает в более поздних слоях формации Ischigualasto. Несколько меньший родственник или потомок, плацериас, сохранился после него на территории Лавразии.